# Лукоянов, Фёдор Николаевич
Фёдор Николаевич Лукоянов (1894—1947) — советский партийный деятель, чекист, редактор издательства, журналист.

## Биография
Брат М. Н. Лукоянова и Карнауховой Веры Николаевны (известной по следствию Н. А. Соколова о расстреле Николая II и его семьи).
Родился в 1894 году в Перми, отец — контролер казённой палаты (Кыновский завод Кунгурского уезда Пермской губернии). Всего в семье было пятеро детей. После гимназии, в 1912 году, поступил на юридический факультет Московского университета и, подрабатывая, приобрел опыт газетного репортера. Учился в университете до августа 1916 года.
В РСДРП с 19 лет. Был образованным человеком (знал английский, немецкий и древние языки) и талантливым журналистом. 29 октября 1917 года (по ст. стилю) пермской организацией РСДРП назначен редактором газеты «Пролетарское знамя». Статьи писал под псевдонимом «Маратов» (в честь французского революционера).
15 марта 1918 года занял пост главы Пермского окружного Чрезвычайного комитета по борьбе с контрреволюцией, спекуляцией и преступлениями по должности и оставался на этой должности до июня 1918 года. В июне 1918 года в Перми был похищен и убит Михаил Романов. В автобиографии, написанной Лукояновым в 1942 году он утверждает, что принимал участие в руководстве расстрелом семьи Романовых.
21 июня 1918 года утвержден председателем Уральской областной ЧК, которую возглавлял до января 1919 года. После занятия 25 июля 1918 года Екатеринбурга, вместе с Уральской областной ЧК эвакуировался в Пермь. Одновременно, был членом редколлегии «Известий» Пермского губкома. Соратники критиковали Лукоянова за расстрелы рабочих Мотовилихниских заводов.
После занятия Перми Русской армией в декабре 1918 сотрудничал в вятских «Известиях».
После отступления белых работал в Пермском губкоме и в газете «Звезда» (бывш. «Пролетарское знамя»), которую он создавал и редактировал. Позже был на журналистской работе в журналах «Юго-Восток» (Ростов-на-Дону), «Красная печать».
В 1930-е годы Лукоянов работал в Москве: с 1932 в Наркомснабе, с 1934 в редакции «Известий», с 1937 в Наркомате заготовок. Руководил разработкой Второго пятилетнего плана для РСФСР.
Умер в 1947 году в Москве. Супруга перевезла прах в Пермь и вскоре также скончалась. Ф. Лукоянов похоронен на Егошихинском кладбище в Перми, рядом с женой.
4 октября 2007 года памятник на могиле Ф. Лукоянова был реконструирован. Памятник на могиле подвергается регулярным актам вандализма.

## Документы
Из книги Э.Радзинского «Николай II», гл. 11:

…в книге «Революционеры Прикамья», изучая сподвижников Голощекина, я наткнулся на удивительную биографию.
«Лукоянов Ф. Н. (р. 1894 г.) учился в пермской гимназии, в 1912 году — студент юридического факультета Московского университета. Отец, чиновник, старший контролер казённой палаты, умер, оставив на руках матери пятерых детей. С 1913 года член кружка студентов-большевиков в Московском университете. Брат Михаил, сестры Надежда и Вера — все большевики…
Вернувшись в Пермь, вошел в большевистскую группу при газете „Пермская жизнь“… После победы Советской власти начинает работать в ЧК. Он председатель сначала Пермской ГубЧК, а затем, с июня 1918 года — Уральской Областной ЧК…Тяжелое нервное заболевание, приобретенное еще в 1918 году во время работы в ЧК, все больше и больше давало себя знать. В 1932 году Федор Николаевич был направлен в Наркомснаб, в 1934-37 гг. он работал в редакции „Известий“, затем в Наркомзаге. Умер в 1947 году, похоронен в Перми.»

"…Вскоре я получил письмо от Авдеевой К. Н. (Свердловск). Она прислала выписку из «Автобиографии» Федора Лукоянова, хранившейся в недоступном для меня Музее КГБ в Свердловске. Биография написана им в 1942 году.
«Весь 1918 и начало 1919 года работал в органах ЧК, сначала Председателем Пермской ЧК, а затем Председателем Уральской Областной ЧК, где принимал участие в руководстве расстрелом семьи Романовых… В середине 1919 года заболел и по выздоровлении перешел на партийную работу… Но здоровье не поправлялось и в начале 1922 года ЦК ВКП(б) поместил меня в московский санаторий…»